# Критик як митець
«Критик як митець» (англ. The Critic as Artist) — есе ірладндського письменника Оскара Вайлда, що містить найширші відомості про його філософію естетизму. Діалог складається з двох частин. Це найбільший критичний діалог Вайлда, що ввійшов до збірника поетичних есеїв «Наміри», виданий у травні 1891 року. «Критик як митець» — значно виправлена версія статей під назвою «Справжня функція та цінність критики» (англ. The True Function and Value of Criticism), які вперше з'явилися на сторінках видання журналу «Дев'ятнадцяте сторіччя». Есе є бесідою між Ґільбертом і Ернестом. Ернест висуває ідеї, а Ґільберт зі свого боку заперечує їх.

## Огляд
Головним завданням есе — нанести крах розрізненню між образотворчим мистецтвом і критикою, що було виплекане такими митцями і критиками як Метью Арнолд і Джеймсом Вістлером. Вони вважали, що критична здібнісь унеможливлює взагалі будь-яку художню творчість, а критика не залежить від засуджувального об'єкту і не є її суб'єктом. Есе відстоює споглядальне життя, радше ніж активне життя. На думку Ґільберта, науковий принцип спадковості показує, що ми не є незалежними і плекаємо ілюзії, коли намагаємося діяти, керуючись свідомими намірами у своїх думках. Критичне споглядання керується свідомими естетичними відчуттями, а також — душею. Душа є розумнішою від нас, пише Вайлд, вона — сконцентрований національний досвід, виявлений уявою. Критика знаходиться поза межами здорового глузду, щирості і чесності; вона неминуче суб'єктивна. Майбутнє залежить більше від критики аніж від творчості, позаяк постійно збільшується потреба нав'язати хаосу якусь форму. Саме критика, радше ніж емоційна симпатія, абстрактна етика і комерційна перевага, зможе зробити нас космополітами і служитиме запорукою миру.